# Citigroup Center
 (avril 2023).
Si vous disposez d'ouvrages ou d'articles de référence ou si vous connaissez des sites web de qualité traitant du thème abordé ici, merci de compléter l'article en donnant les références utiles à sa vérifiabilité et en les liant à la section « Notes et références ».
Le Citigroup Center est un gratte-ciel situé dans l'arrondissement de Manhattan, à New York. Il se trouve au 601 de la Lexington Avenue entre la 53e et la 54e rue, dans le quartier de Midtown. Le Citigroup Center fait partie des immeubles les plus élevés de la ville, avec une hauteur de 279 mètres pour 59 étages, et est en outre l'un des buildings les plus reconnaissables de la ville, avec son toit incliné à 45° et sa couleur blanche tranchée par le bleu de ses fenêtres. La surface totale de bureaux du bâtiment est de 120 000 m², occupés en majorité par le Citigroup, qui avait commandé le bâtiment.

## Historique
Le Citigroup Center a été conçu par l'architecte américain Hugh Stubbins Jr et le cabinet d'architectes Edward Larrabee Barnes Associates avec la coopération de Emery Roth & Sons. La construction a débuté en 1974 et s'est achevée en 1977, pour un coût total de 195 millions de dollars. Les matériaux principaux utilisés dans la construction sont l'aluminium, le béton, le verre et l'acier.
Le site sur lequel le bâtiment a été construit abritait une église, la St. Peter's Evangelical Lutheran Church (« église luthérienne évangélique de Saint Pierre »), construite en 1862, et qui fut déplacée plus haut sur Lexington Avenue, au niveau de la 54e rue en 1905.

## Chantier compliqué

### Problème de terrain
La construction du Citigroup Center s'est vite révélée être un défi architectural. Lorsque les premiers plans du bâtiment furent présentés, au début des années 1970, le coin nord-ouest du futur bâtiment était encore occupé par l'église luthérienne Saint Pierre. L'église autorisa alors la construction du bâtiment à certaines conditions ; une nouvelle église devrait être construite dans le même quartier, sans qu'elle touche le gratte-ciel et sans qu'aucune colonne passe à travers elle. Les architectes se demandèrent alors si la construction serait possible avec de telles conditions.
L'ingénieur William LeMessurier trouva alors la solution. Il décida de construire le bâtiment de 59 étages sur une colonne centrale massive octogonale, et sur quatre colonnes massives (35 mètres), qui seraient positionnées au milieu de chaque côté de la base, et non aux quatre coins, ce qui permettrait de garder un espace pour la construction de l'église grâce à un porte-à-faux de 22 mètres au niveau du coin nord-ouest.

### Négligence dans la construction

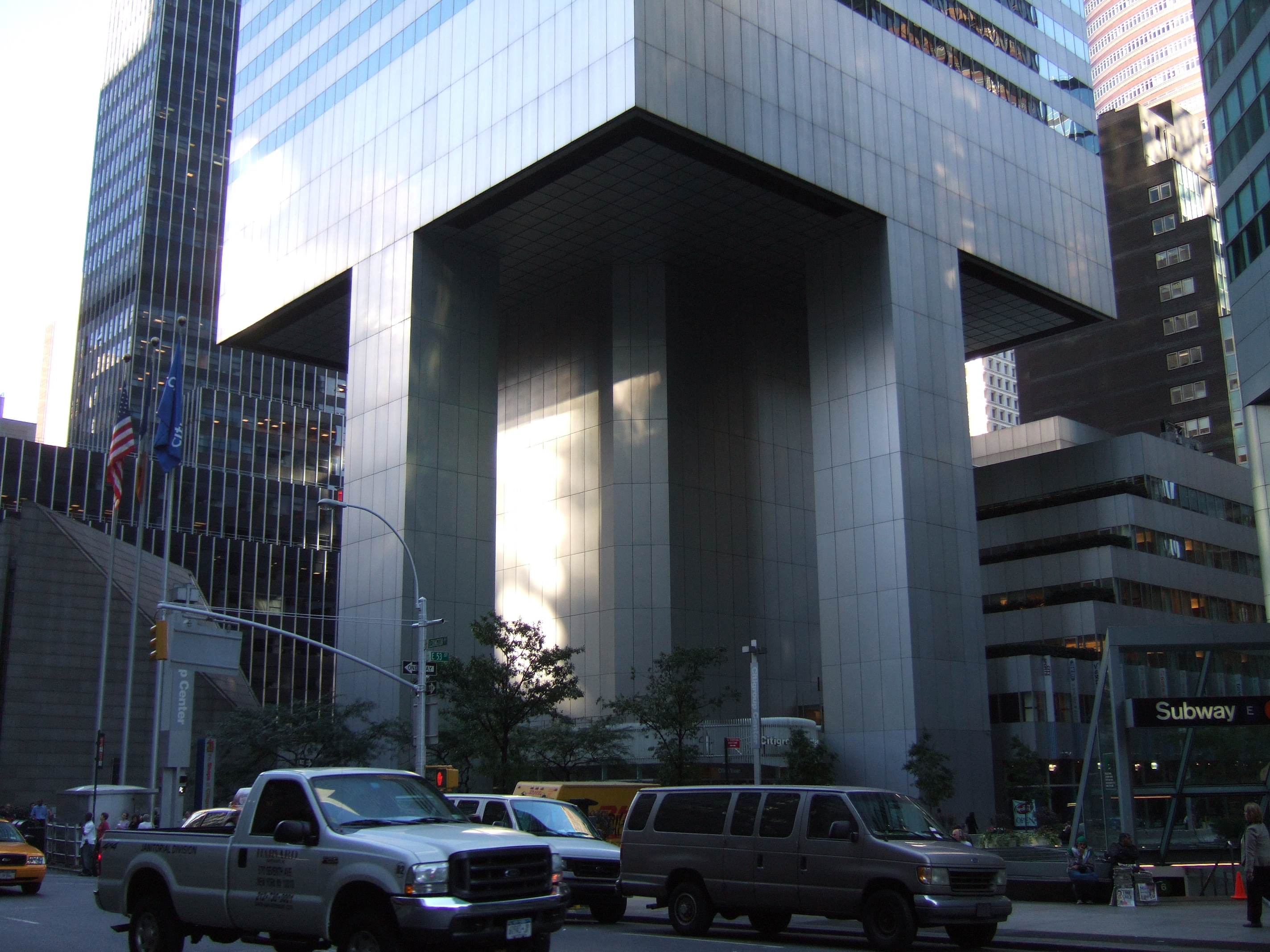
L'architecture de la base du Citigroup Center, avec les colonnes périphériques et la colonne centrale octogonale.

Le bâtiment fut ainsi construit selon les plans de LeMessurier, mais en 1978 les architectes se rendirent compte que les changements dans les plans de construction de l'immeuble l'avaient rendu dangereux et peu stable ; LeMessurier comprit en effet, grâce à une question d'une étudiante, que le bâtiment présentait un défaut qui pourrait se révéler fatal : les boulons utilisés dans l'assemblage de la structure ne pouvaient pas supporter des rafales de vent dépassant 115 km/h à certains endroits. L'erreur provenait de remaniement dans les plans, car les plans originaux de LeMessurier prévoyaient d'utiliser des joints métalliques soudés dans sa structure, plus solides, mais dans une optique d'économie de travail et d'argent les joints métalliques soudés furent remplacés par des joints métalliques boulonnés dans les plans finaux.
Pendant une durée de trois mois, l'équipe engagée par la Citicorp devait souder des plaques d'acier de cinq centimètres d'épaisseur sur chacun des 200 joints métalliques de l'immeuble. Ce travail se faisait de nuit, à l'insu du grand public. Mais au bout de six semaines les autorités annoncèrent que l'ouragan Ella qui venait de quitter Cap Hatteras se dirigeait vers New York. Avec une seule moitié de l'opération de renforcement du bâtiment réalisée, et des autorités qui n'étaient pas prévenues, un plan d'évacuation n'était pas envisageable ; mais par chance Ella vira vers l'est, en direction de la mer, offrant assez de temps aux soudeurs pour régler le problème.
Bien qu'aucun incident n'ait eu lieu, cette « crise » fut gardée secrète pendant près de vingt ans, et le comportement responsable de LeMessurier, qui prévint la Citicorp en dépit des risques que cela présentait pour sa carrière est aujourd'hui étudié comme modèle de comportement éthique.
Avec les réparations qui ont été effectuées sur le bâtiment, le Citigroup Center est aujourd'hui considéré comme l'un des gratte-ciel les plus sûrs au monde dans sa conception.

## Autres caractéristiques

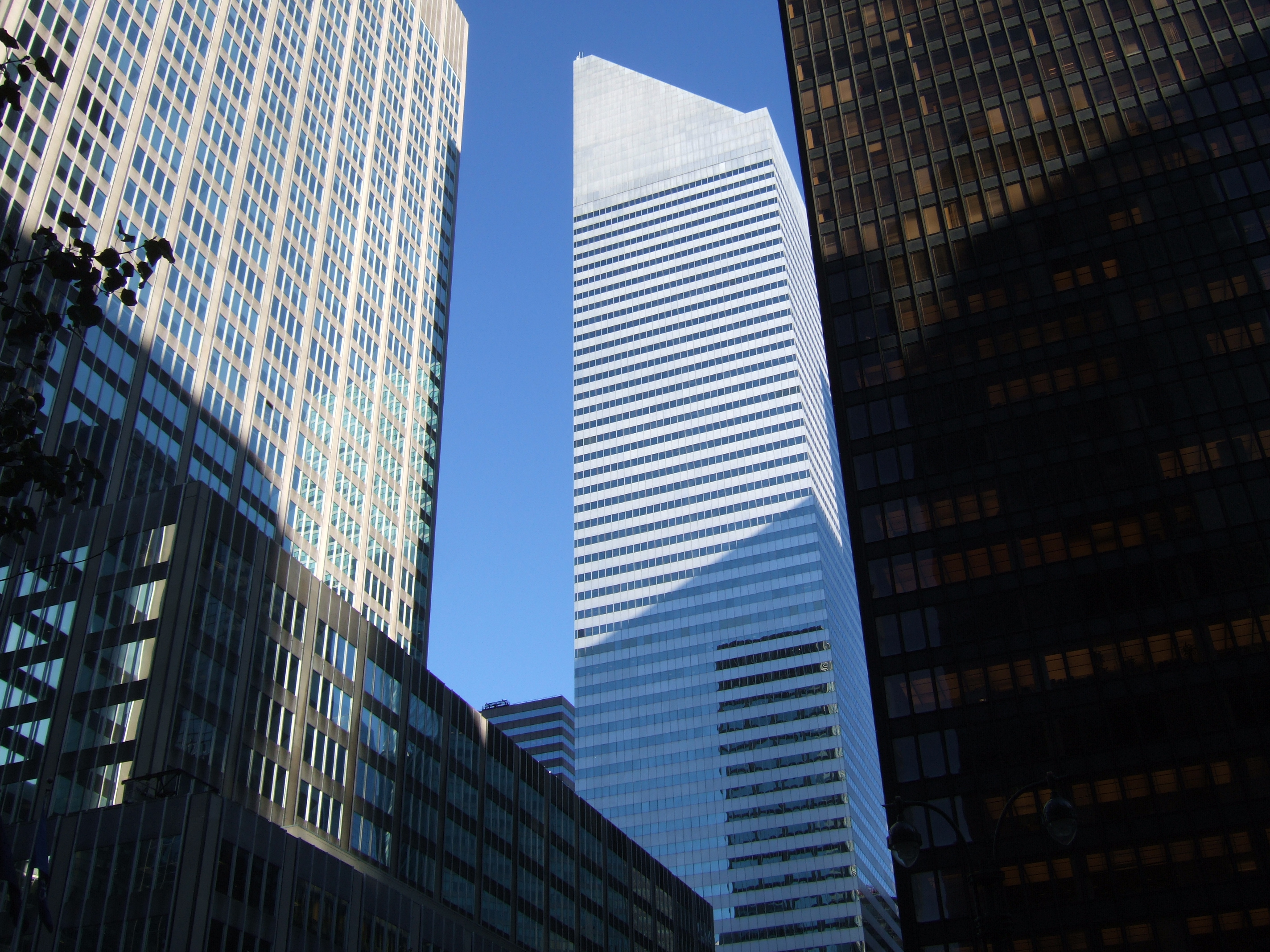
Le Citigroup Center

- Afin de stabiliser le bâtiment, le Citigroup Center est muni à son sommet d'un amortisseur de vibrations. Celui-ci se présente sous la forme d'un bloc de béton de 350 tonnes. L'objectif de ce système est de réduire les effets du vent qui tendent à faire vaciller l'immeuble ; le bloc de béton, placé sur une couche d'huile se déplace légèrement, et transforme l'énergie cinétique en friction. Ce procédé permet de réduire de 50% les effets du vent sur le bâtiment.

- Le Citigroup Center est pourvu d'ascenseurs à double étage, ce qui permet de desservir à la fois les étages pairs et impairs, tout en offrant un volume de passagers supérieur.

- Avec une hauteur de 279 mètres, le Citigroup Center constitue l'un des quinze plus hauts immeubles de New York. En 2006 l'immeuble était même le cinquième plus haut de la ville.